# Conothele varvarti
Conothele varvarti là một loài nhện trong họ Ctenizidae.
Loài này thuộc chi Conothele. Conothele varvarti được miêu tả năm 2009 bởi Siliwal et al..